# ドロシー・エア・ガードナー・フォード
ドロシー・エア・ガードナー・フォード（Dorothy Ayer Gardner King Ford, 1892年2月27日 - 1967年9月17日）は、第38代アメリカ合衆国大統領のジェラルド・フォードの母親である。

## 生い立ちと最初の結婚

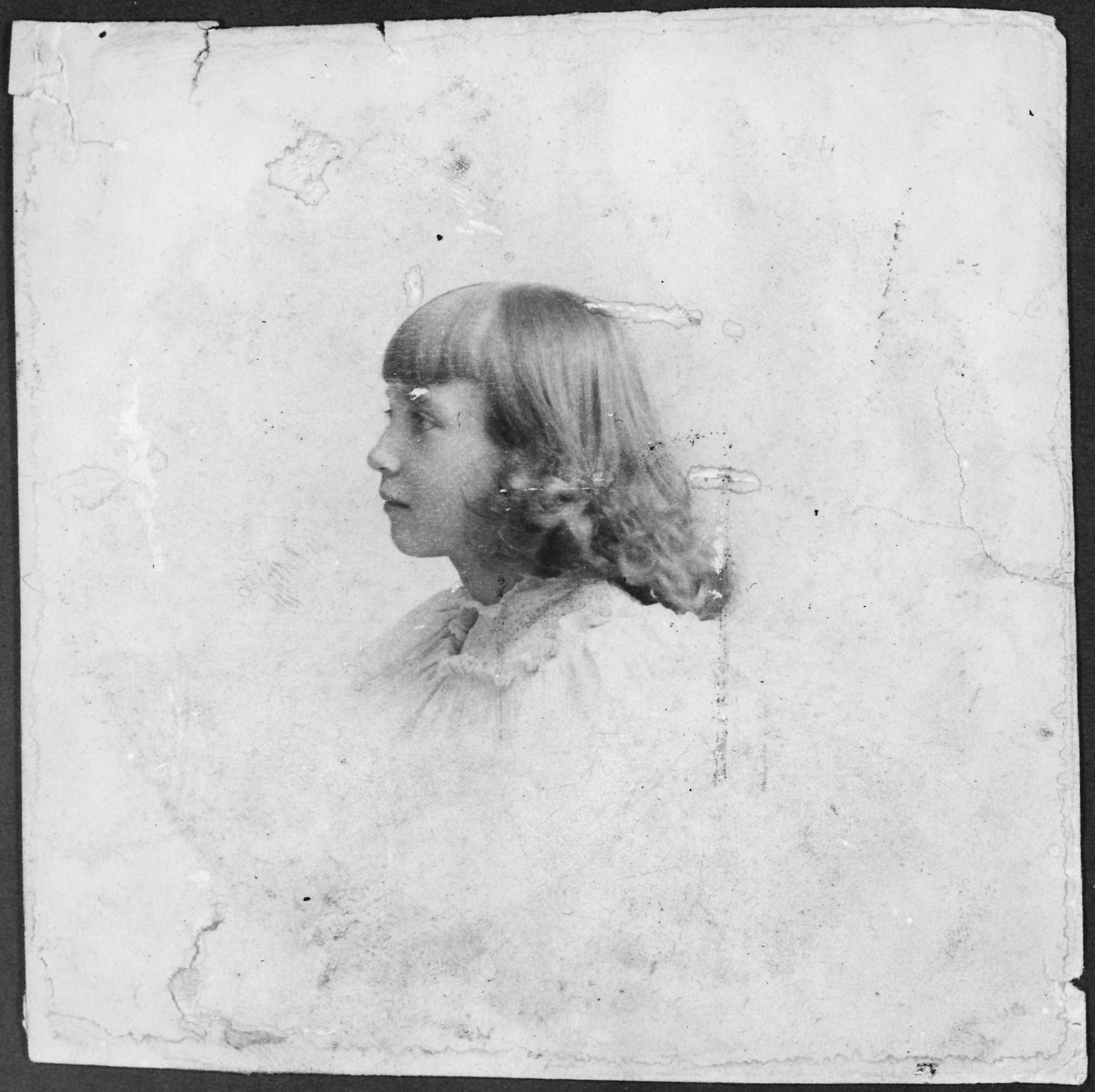
幼児期のドロシー・エア・ガードナー。

ドロシー・エア・ガードナーはイリノイ州ハーバードの小さな町で実業家で市長経験のある父のリーヴァイ・アディソン・ガードナー（Levi Addison Gardner）と母のアデル・オーガスタ・エア（Adele Augusta Ayer）のあいだに生まれた。
1912年9月7日に最初の夫であるネブラスカ州オマハの羊毛商人のレスリー・リンチ・キングと地元で結婚した。彼は大学時代のルームメイトの兄であった。
2人はキングの故郷のオマハに戻った。夫婦は当初、ウールワース・アベニュー3202番地にあるヴィクトリアン様式の豪邸でキングの両親と暮らしていた。彼の両親は裕福な実業家のチャールズ・ヘンリー・キングとマーサ・アリシア・ポーター（Martha Alicia Porter）であり、共にペンシルベニア州ファイエット郡出身であった。
1913年7月14日、ドロシーとレスリー・キングのあいだに息子が生まれ、レスリー・リンチ・キング・ジュニアと名付けられたが。結婚から間もない頃からドロシーは夫から虐待を受けていた。ドロシーはさらに夫が虚言癖でアルコール依存症であることを知ったが、それからすぐに妊娠した。ドロシーは夫の両親の協力を得て息子が生まれるまで彼らのもとで過ごした。出産から数日後、レスリーから肉切り包丁で息子共々脅迫されたドロシーは夫との別居を決めた。

## 別居と離婚
ドロシーは息子の誕生から16日後に夫のもとを離れた。当時、離婚は珍しいことであったが、彼女は息子と自身の安全確保のために危険を回避したのである。彼女はレスリー・ジュニアを連れて姉妹のタニシー（Tannisse）とその夫のクラレンス・ハスキンズ・ジュニア（Clarence Haskins James）が住むイリノイ州オークパークの家に行き、さらにそこからミシガン州グランドラピッズに移住していた両親の家に向かった。息子のレスリー・ジュニアはそこで育てられた。
ドロシーはすぐに正式な別居と離婚を申請した。1913年12月19日、オマハの裁判所は夫妻の離婚を認めた。レスリー・キングは養育費の支払いを拒否したが、代わりに彼の父のチャールズが1930年に亡くなる直前まで支払った。

## 2度目の結婚と家族
離婚から3年後の1917年2月1日、ドロシーはグランドラピッズの実業家のジェラルド・ルドルフ・フォードと出会った。2人は息子をジェラルド・ルドルフ・フォード・ジュニアと呼んだが、彼はフォードの正式な養子ではなかった。1935年、ジェラルド・フォード・ジュニアは継父に敬意を表して正式に名前を変更した。その際にフォードはミドルネームをより一般的な綴りにした。後にフォードは実父から受け継いでいると思われる自分の気性をコントロールすることを母に求められたと語っている。
ドロシーは2度目の結婚生活でトーマス・ガードナー・フォード（1919年7月15日 - 1995年8月28日）、リチャード・アディソン・フォード（Richard Addison Ford, 1924年6月3日 - 2015年3月20日）、ジェームズ・フランシス・フォード（James Francis Ford, 1927年8月11日 - 2001年1月23日）を産んだ。
ドロシーとジェラルド・フォード・シニアはグランドラピッズのウッドローン墓地に埋葬された。